# Senpere
Senpere (en francès i oficialment Saint-Pée-sur-Nivelle) és un municipi d'Iparralde al territori de Lapurdi, que pertany administrativament al departament dels Pirineus Atlàntics (regió de la Nova Aquitània).
Administrativament depèn del Districte de Baiona i del Cantó d'Ustaritz. Durant l'Edat Mitjana, la comuna era coneguda pel nom de St Pierre d'Ibarren o St Petrus divarren. Recorreguda pel riu Nivelle, alberga també el llac de Saint-Pée-sud-Nivelle destinat a usos turístics i d'oci. Limita al nord amb Ahetze i Arrangoitze, a l'oest amb Donibane Lohizune i Azkaine, al sud amb Sara i a l'est amb Uztaritze, Zuraide i Ainhoa. Tradicionalment tots els anys se celebra l'Herri Urrats, o festa de les ikastolak d'Iparralde.

## Demografia
| 1896 | 1901 | 1936 | 1954 | 1962 | 1968 | 1975 | 1982 | 1990 | 1999 |
| ---- | ---- | ---- | ---- | ---- | ---- | ---- | ---- | ---- | ---- |
| 2380 | 2396 | 2358 | 2054 | 2239 | 2422 | 2567 | 3056 | 3463 | 4331 |
|      |      |      |      |      |      |      |      |      |      |

A Senpere descasan les restes mortals del poeta Tristan Derème (1889-1941).

## Llocs d'interès
- Castell, d'estil renaixentista
- Església de la localitat